# Marcus Dahm
Marcus Dahm (* 23. Mai 1977 in Trier) ist ein deutscher Kirchenmusiker, Komponist und Musikwissenschaftler.

## Leben
Bereits früh von Musikern wie Yehudi Menuhin und Cyprien Katsaris zur Komposition ermutigt, studierte Dahm Katholische Kirchenmusik an der Katholischen Hochschule für Kirchenmusik St. Gregorius in Aachen, wo er 2007 das A-Examen ablegte. Seine Lehrer waren hier u. a. Michael Hoppe (Orgelimprovisation & Tonsatz), Hans Schnieders (Orgelliteraturspiel), Raymond Janssen (Klavier & Orchesterleitung), Harald Jers (Akustik), Norbert Jers (Musikwissenschaft), Marlies Buchmann (Gesang), Matthias Kreuels (Gregorianik & Liturgiegesang) sowie Steffen Schreyer (Chorleitung).
Mit Kursen u. a. bei Eric Ericson, Anders Eby, Knut Nystedt (Chorleitung), Gerd Zacher, Jean Guillou (Orgel, insbesondere im Hinblick auf zeitgenössische Ausdrucksmittel), Alfred Müller-Kranich (Orgel & Improvisation), Ludger Lohmann, Sietze de Vries (Orgel & Historische Aufführungspraxis), Carlo Hommel (Orgel & Gregorianik), Hartmut Elbert, Axel Everaert (Gesang) sowie Paweł Łukaszewski, Rihards Dubra, Enjott Schneider und Ēriks Ešenvalds (Komposition) rundete er seine Ausbildung ab.
Dahm tritt mit Konzerten als Solist, Kammermusiker und Dirigent im In- und Ausland hervor. Eine enge Zusammenarbeit verbindet ihn dabei mit Künstlern wie Diane Pilcher, Vera Ilieva und Christine Gogolin, aber auch mit Jens Förster, für den er zahlreiche Lieder und Chansons schrieb. Er ist an vergessenen Meistern aller Epochen, vor allem der Alten Musik und der Romantik interessiert, widmet aber auch der Neuen Musik besondere Aufmerksamkeit. Gemeinsam mit Vera Ilieva brachte er so verschiedene Werke Heinz Heckmanns in Fassungen für Mezzosopran und Orgel zur Uraufführung. Seine eigenen Kompositionen wurden im In- und Ausland aufgeführt und auf Tonträger und für den Rundfunk aufgezeichnet, so z. B. das Jubilate Deo für neunstimmigen Chor a cappella durch den Schwedischen Rundfunk (P2). Viele großangelegte Chorwerke entstanden für das Konstanzer Münster, so u. a. für das Konradifest und die Festveranstaltungen zum 600. Jubiläum des Konstanzer Konzils. Weitere Aufträge ergingen u. a. anlässlich des 140. Bestehens der Basilikamusik St. Aposteln, seitens der Bischöflichen Dommusiken am Passauer Dom (u. a. zur Diakonenweihe von Marius Schwemmer) und am Bamberger Dom (u. a. zur Amtseinführung von Erzbischof Herwig Gössl), des Diözesancäcilienverbandes Köln sowie des Allgemeinen Cäcilien-Verbandes für Deutschland an ihn. Arrangements von seiner Hand sind außerdem in den offiziellen Begleiteditionen zum neuen Gotteslob zu finden.
Dem bedeutenden deutschen Choralforscher Michael Hermesdorff, dessen Leben und Wirken von Dahm erstmals gründlich erforscht wird, widmete er unter Schirmherrschaft des Trierer Domkapitels, dem Hermesdorff zu Lebzeiten angehört hatte, im Jahr 2010 eine Ausstellung zum 125. Todestag, die in der Dominformation Trier zu sehen war. Begleitend hierzu gab Dahm für die Dommusik Trier die erhaltenen Kompositionen Hermesdorffs neu heraus, von denen eine repräsentative Auswahl während der Ausstellung im Trierer Dom in Gottesdiensten und Konzerten zu hören war. Derzeit verfolgt Dahm seine Forschungen im Rahmen eines Promotionsstudiums bei Stefan Klöckner an der Folkwang Universität der Künste weiter. Hierzu erschloss er die Nachlässe zahlreicher mit Hermesdorff verbundener Forscher in Archiven von 14 europäischen Ländern und den USA, so z. B. nahezu die vollständige Korrespondenz des bedeutenden Benediktinerabtes Joseph Pothier.
Auf Einladung der Association Musicologie Médievale präsentierte er im Rahmen einer Konferenz anlässlich des 100. Todestages Joseph Pothiers in dessen vormaliger Abtei Saint-Wandrille erstmals anhand der so erschlossenen Dokumente die Zusammenarbeit der beiden Forscher. Die Choralrestauration des 19. Jahrhunderts mit besonderer Berücksichtigung dieser Zusammenarbeit stellte er auf Einladung des Forums "Musik und Religion" der Musikhochschule Detmold vor. Mit einem Stipendium des Deutschen Historischen Institutes Rom schließt er die seiner Dissertation zugrundeliegenden Forschungen u. a. im Vatikanischen Apostolischen Archiv ab.
Dahm war von 2008 bis 2022 als Seelsorgebereichsmusiker in Troisdorf tätig.

## Kompositionen (Auswahl)
- Adagio für Klavier cis (1993)
- Fantasie für Klavier c (Rom 1994)
- Streichquartett h (1994)
- Andante für Klavier G (1995)
- 2 Konzerte für Klavier und Orchester (fis 1995) (D 1996)
- 8 Lieder für Singstimme und Klavier nach Texten von Else Lasker-Schüler, Bertolt Brecht, Heinrich Heine, Paul Verlaine und Rainer Maria Rilke (1996)
- 4 Messen für Soli, Chor & Orchester (g 1995, cis 1998), Chor a cappella (Des 2002) sowie Chor & Orgel (2004)
- 4 Nocturnes für Klavier (fis, g, a, b) (Warschau 1998)
- Improvisationen für Klavier (Warschau 1998)
- Ave Maria für 4stg.-gem. Chor a cappella (Tschenstochau 1998)
- Romanze für Violine & Orchester (2000)
- Der 83. Psalm für Sopran Solo & Orgel (2002)
- Jubilate Deo für 9-stimmigen gemischten Chor a cappella (2002)
- Salut, Dame Sainte für 4-stimmigen Frauenchor & Orgel für die Basilika Ste-Anne d’Auray (2007)
- Poème für Klarinette und Klavier (2008)
- Toccata für Orgel (2010)
- "Zuflucht" für das Programm "Die Himmel der Erde" mit Vertonungen der Allgemeinen Erklärung der Menschenrechte und korrespondierenden Psalmtexten des Kammerchores Cantamo, Köln[8]
- Missa Duodecim Apostolorum für gem. Chor und zwei Orgeln zum 140-jährigen Bestehen der Basilikamusik St. Aposteln (2016)[9]
- "Felder von Licht" für Sopran und Streichorchester (2016)
- Motette nach Texten der 150 Psalmen zum 150. Jubiläum des Diözesan-Cäcilienverbandes Köln (2018)
- "O Radiant light" nach dem Phos hilaron für das Ensemble Solis, Phoenix/Arizona (2023)
- "Prière de Dom Guéranger" zum Abschluss der Semaine grégorienne der Abtei Saint-Pierre de Solesmes (2024)

Außerdem verschiedene Chorwerke, Kammer-, Orgel- und Kirchenmusik sowie Arrangements, z. B. für das Bläserbuch zum Gotteslob.

## Musikwissenschaftliche Veröffentlichungen
- Abbé Joseph Pothier et es amis allemands; in: Gesta. Revue de l'Abbaye Saint-Wandrille, 9/2024. Jubiläumsausgabe anlässlich des 100. Todestages Abt Joseph Pothiers.
- Joseph Pothier zum 100. Todestag. In: Musica sacra, 144. Jahrg., Nr. 4 (1. August 2024), S. 244 f.